# Pachycephala philippinensis
Pachycephala philippinensis là một loài chim trong họ Pachycephalidae.